# Panellus

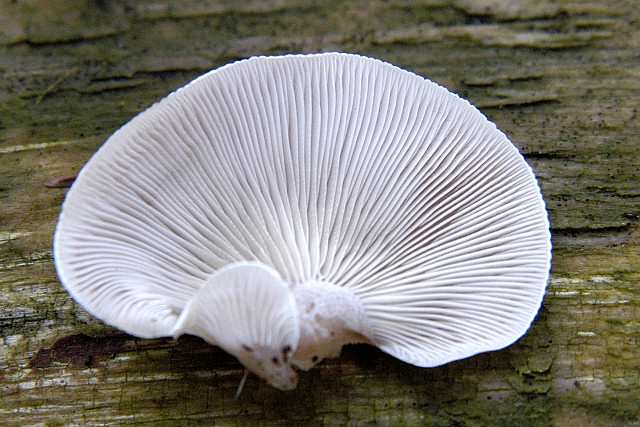
Łycznik białawy

Panellus P. Karst. (łycznik) – rodzaj grzybów należący do rodziny grzybówkowatych (Mycenaceae).

## Charakterystyka
Grzyby o niewielkich owocnikach, rosnące na drewnie. Hymenofor o blaszkach z gładkimi brzegami.

## Systematyka i nazewnictwo
Pozycja w klasyfikacji według Index Fungorum: Mycenaceae, Agaricales, Agaricomycetidae, Agaricomycetes, Agaricomycotina, Basidiomycota, Fungi.
Polską nazwę podali Barbara Gumińska i Władysław Wojewoda w 1968 r. W polskim piśmiennictwie mykologicznym rodzaj ten opisywany był też jako bedłka, łyczak, trzonowiec, bocznotrzonowiec, boczniak, kłębuszek. Synonimy łacińskie: Dictyopanus Pat., Sarcomyxa P. Karst., Scytinotus P. Karst., Urospora Fayod, Urosporellina E. Horak.
Gatunki występujące w Polsce:
- Panellus mitis (Pers.) Singer 1936 – łycznik białawy
- Panellus ringens (Fr.) Romagn. 1945 – łycznik zębatobrzegi
- Panellus stipticus (Bull.) P. Karst. 1879 - łycznik ochrowy
- Panellus violaceofulvus (Batsch) Singer 1936 – łycznik fioletowawy

Nazwy naukowe na podstawie Index Fungorume. Wykaz gatunków i nazwy polskie według W. Wojewody.